# Ertelen
Ertelen, Retlenda ili Hertalan (mađ. Horváthertelend) je selo u južnoj Mađarskoj.
Zauzima površinu od 5,36 km četvornih.

## Zemljopisni položaj
Nalazi se na 46° 10' sjeverne zemljopisne širine i 17° 55' istočne zemljopisne dužine. Čebinj je 500 m sjeverno, Ibaba je 1,5 km južno, Mamelik je 2 km jugozapadno, Gospojinci su 6 km zapadno.

## Upravna organizacija
Upravno pripada Sigetskoj mikroregiji u Baranjskoj županiji. Poštanski broj je 7935.

## Promet
1,5 km zapadno od sela prolazi željeznička pruga.

## Stanovništvo
Ertelen ima 94 stanovnika (2001.). Mađara je 70%. Roma je 6%. Nepoznate i neizjašnjene nacionalnosti čini 23% stanovnika. 36% stanovnika su rimokatolici, vjernika drugih vjera je 7%, bez vjere čini 22, a nepoznate i neizjašnjene vjere je 33% stanovnika. U 18. stoljeću spominju se Hrvati i Nijemci u ovom selu.

## Vanjske poveznice
- Ertelen na fallingrain.com